# Paroisse de Sainte-Anne
Pour les articles homonymes, voir Sainte-Anne.
La paroisse de Sainte-Anne est à la fois une paroisse civile et un ancien district de services locaux (DSL) canadien du comté de Madawaska, au nord-ouest du Nouveau-Brunswick. Elle comprend l'autorité taxatrice de Siegas. Dans le cadre de la réforme de la gouvernance locale du 1er janvier 2023, une partie a été fusionnée à la nouvelle ville de Vallée-des-Rivières, et une autre au district rural du Nord-Ouest.

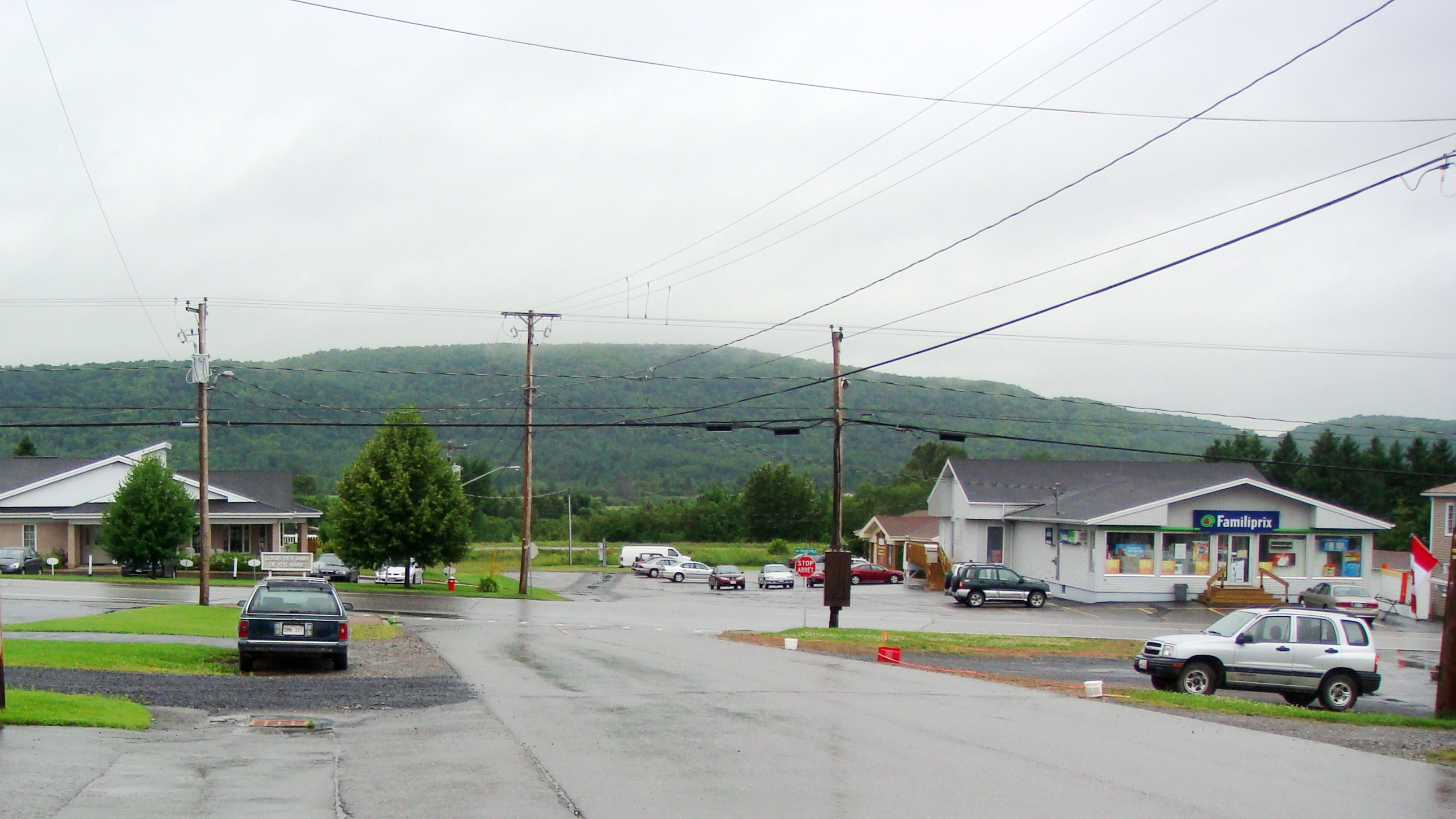
Village de Madawaska

## Géographie
Sainte-Anne est situé sur la rive gauche du fleuve Saint-Jean.
La paroisse comprend les hameaux de Miller Line Cache, Prime, Rang-des-Deschene, Siegas Lake Settlement et Sirois. Montagne-de-la-Croix est séparé avec la paroisse de Rivière-Verte.
La paroisse de Sainte-Anne est généralement considérée comme faisant partie de l'Acadie, quoique l'appartenance des Brayons à l'Acadie fasse l'objet d'un débat.

## Histoire
La paroisse civile est érigée en 1877. Le territoire est colonisé à partir du rivage jusque dans les hauteurs, dès 1887, par des Acadiens issus de la basse vallée du fleuve Saint-Jean et des Québécois. La municipalité du comté de Madawaska est dissoute en 1966. La paroisse de Sainte-Anne devient un district de services locaux en 1967.

## Économie
Entreprise Grand-Sault, membre du Réseau Entreprise, a la responsabilité du développement économique.

## Administration

### Comité consultatif
En tant que district de services locaux, Sainte-Anne est en théorie administré directement par le Ministère des Gouvernements locaux du Nouveau-Brunswick, secondé par un comité consultatif élu composé de cinq membres dont un président. Il n'y a actuellement aucun comité consultatif.

### Commission de services régionaux
La paroisse de Sainte-Anne fait partie de la Région 1, une commissions de services régionaux (CSR) devant commencer officiellement ses activités le 1er janvier 2013. Contrairement aux municipalités, les DSL sont représentés au conseil par un nombre de représentants proportionnels à leur population et leur assiette fiscale. Ces représentants sont élus par les présidents des DSL mais sont nommés par le gouvernement s'il n'y a pas assez de présidents en fonction. Les services obligatoirement offerts par les CSR sont l'aménagement régional, l'aménagement local dans le cas des DSL, la gestion des déchets solides, la planification des mesures d'urgence ainsi que la collaboration en matière de services de police, la planification et le partage des coûts des infrastructures régionales de sport, de loisirs et de culture; d'autres services pourraient s'ajouter à cette liste.

### Représentation et tendances politiques
Nouveau-Brunswick: Sainte-Anne fait partie de la circonscription provinciale de Restigouche-La-Vallée, qui est représentée à l'Assemblée législative du Nouveau-Brunswick par Martine Coulombe, du Parti progressiste-conservateur. Elle fut élue en 2010.
 Canada: Sainte-Anne fait partie de la circonscription fédérale de Madawaska—Restigouche, qui est représentée à la Chambre des communes du Canada par Jean-Claude D'Amours, du Parti libéral. Il fut élu lors de la 38e élection générale, en 2004, puis réélu en 2006 et en 2008.

## Vivre dans la paroisse de Sainte-Anne
Le détachement de la Gendarmerie royale du Canada le plus proche est à Rivière-Verte. Le bureau de poste le plus proche est quant à lui à Sainte-Anne-de-Madawaska. Le poste d'Ambulance Nouveau-Brunswick le plus proche est aussi à Sainte-Anne-de-Madawaska. L'hôpital régional d'Edmundston dessert la région. Il y a toutefois un centre de santé au village.
Les francophones bénéficient du quotidien L'Acadie nouvelle, publié à Caraquet, ainsi qu'à l'hebdomadaire L'Étoile, de Dieppe. Ils ont aussi accès aux hebdomadaires Le Madawaska et La République, d'Edmundston. Les anglophones bénéficient des quotidiens Telegraph-Journal, publié à Saint-Jean, et The Daily Gleaner, publié à Fredericton.

## Culture

### Architecture et monuments
Un pont couvert traverse la rivière Quisibis, le long du chemin Deschênes. Le pont fut construit en 1951 et mesure 16,9 mètres de long.